# Bernd Schramm
Bernd Schramm (* 3. März 1951 in Berlin; † 23. Januar 2005) war ein deutscher Synchronsprecher und Schauspieler.

## Karriere
Bernd Schramms Stimme war in zahlreichen Filmen, beispielsweise in Speed (1994), Fluch der Karibik, Titanic und Matrix sowie in Serien wie Dragonball Z und Seinfeld, und in Kinderserien wie SpongeBob Schwammkopf, Bob Morane und Action Man (2000) zu hören.
Er war bis zu seinem Tod mit der Synchronsprecherin Gabriele Schramm-Philipp (* 1954) verheiratet. Ihre gemeinsame Tochter ist die Schauspielerin und Synchronsprecherin Marie-Luise Schramm (* 1984).
Bernd Schramm verstarb im Januar 2005 im Alter von 53 Jahren.

## Filmografie
- 1978: Clavigo (TV-Studioaufzeichnung)
- 1981: Die Stunde der Töchter
- 1982: Das Mädchen und der Junge (Fernsehfilm)
- 1984: Das Puppenheim in Pinnow (Fernsehfilm)

## Synchronarbeiten (Auswahl)

### Filme
- 1992: Batmans Rückkehr – Branscombe Richmond als Clown mit Elektroschocker
- 1994: Speed – Carlos Carrasco als Ortiz
- 1997: Titanic – Richard Graham als Quartiermeister Rowe
- 1997: Contact – David Morse als Ted Arroway
- 1997: Dangerous Ground – Ice Cube als Vusi Madlazi
- 1997: Die furchtlosen Vier als Buster, der Hund
- 1997: Maddy tanzt auf dem Mond – Noel Burton als Mr. Gordon
- 1998: Ich weiß noch immer, was du letzten Sommer getan hast – Mark Boone Junior als Pfandleiher
- 1998: Verrückt nach Mary – Richard Tyson als Detective Krevoy
- 1999: American Beauty – Matthew Kimbrough als Schießstandmitarbeiter
- 1999: Matrix – Anthony Ray Parker als Dozer
- 1999: Willkommen in Freak City – Rodger Barton als Tom Lissard
- 2000: Erin Brockovich – Wade Williams als Ted Daniels
- 2001: Jurassic Park III – John Diehl als Cooper
- 2001: Ali – Jeffrey Wright als Howard Bingham
- 2001: Schwer verliebt – Daniel Greene als Arzt
- 2003: Fluch der Karibik – Michael Berry jr. als Twigg
- 2003: Last Samurai – Billy Connolly als Zebulon Grant
- 2004: Barbie als Die Prinzessin und das Dorfmädchen als Karl und Heinz

### Serien
- 1994–1997: Highlander – Emile Abossolo M’bo als Jocko
- 1994–1997: Seinfeld – Bryan Cranston als Dr. Tim Whatley
- 1999: Digimon – Ryuzaburo Otomo als Myotismon
- 2001: Digimon 02 – Toshiyuki Morikawa als Malomyotismon
- 2001–2009: CSI – Den Tätern auf der Spur – W. Earl Brown als Thomas Pickens / Roger Peet
- 2002: Full Metal Panic! – Masahiko Tanaka als Gauron
- 2002: Shin Chan – Rokurō Naya als Direktor Enzo
- 2004–2006: Die Sopranos – Steve Buscemi als Tony Blundetto

## Hörspiele
- 1987: Leonid Leonow: Die Bändigung Badadoschkins (Korotnew) – Regie: Peter Groeger (Hörspiel – Rundfunk der DDR)